# Notte rosa (album)
Notte rosa è il sesto album di Umberto Tozzi, pubblicato per la CGD nel 1981. Da esso venne estratto il singolo Notte rosa/Per Angela.

## Descrizione
Nato durante un ritiro in Maremma, si tratta forse del disco più innovativo di Tozzi. I testi e i brani sono firmati da Tozzi e Giancarlo Bigazzi (che ha curato anche la produzione), mentre gli arrangiamenti di Greg Mathieson danno all'album un'atmosfera particolare, che ben si adatta alle tematiche, che hanno come denominatore comune la notte, la passione erotica e atmosfere decadenti tardoromantiche.
Per rendere al meglio queste suggestioni, gli arrangiamenti sono molto raffinati, i timbri caldi con l'uso accentuato dei bassi, e delle percussioni effettate. Le tonalità delle canzoni sono spesso in minore, in pieno spirito new romantic. A livello vocale, prosegue la ricerca sul falsetto, mentre i testi parlano, forse più di sempre, anche di amore fisico e di situazioni vagamente trasgressive, il tutto condito con un linguaggio elegante, sempre lirico e creativo, degno del miglior Tozzi e del miglior Bigazzi. L'espressione chiave dell'album è sempre "far l'amore", che ricorre tante volte, ma soprattutto nella title track omonima Notte rosa.

## Il disco
Risalta molto la figura femminile che prende vari nomi e caratteristiche, soprattutto l'evanescenza e la fuggevolezza. Vi sono spesso situazioni di solitudine e di desiderio frustrato. Barbara descrive una donna misteriosa, ambigua sfuggente che fa soffrire il suo uomo che la cerca, Amantenova è invece un'amante che fa morir d'amore dopo un over-dose di Vov il protagonista. In Superlady compare in sordina un rapporto sadomaso soft, con una donna che tiene prigioniero fra i propri piedi a far l'amore. Roma Nord è autobiografica e tratta del rapporto di Tozzi con la propria donna e delle sue trasferte notturne verso Roma in macchina, durante le quali sogna di abbracciarla.
Completano il disco Per Angela che parla di un amore non ricambiato e molto sofferto, Amico pianoforte, una dedica poetica al pianoforte e alla musica che vengono personificati, ma sullo sfondo c'è sempre la lei di turno, Please e Marea, che raccontano in forme diverse la ricerca, la perdita o la paura dell'abbandono di un uomo verso una donna.

## Tracce
Testi e musiche di Giancarlo Bigazzi e Umberto Tozzi.
Lato A
1. Notte rosa – 7:36
2. Barbara – 4:20
3. Please – 4:48
4. Amantenova – 4:42

Lato B
1. Per Angela – 4:07
2. Super lady – 4:36
3. Roma nord – 4:24
4. Amico pianoforte – 4:26
5. Marea – 4:30

## Formazione
- Umberto Tozzi – voce, cori, chitarra acustica
- Les Hurdle – basso
- Paolo Gianolio – chitarra
- Barry Morgan – batteria, percussioni
- Mats Bjorklund – chitarra elettrica, chitarra ritmica
- Greg Mathieson – pianoforte, tastiera
- Geoff Bastow – tastiera, programmazione